# Macromitrium ulophyllum
Macromitrium ulophyllum är en bladmossart som beskrevs av Mitten 1869. Macromitrium ulophyllum ingår i släktet Macromitrium och familjen Orthotrichaceae. Inga underarter finns listade i Catalogue of Life.